# Paulo Caruso
Paulo José Hespanha Caruso, más conocido como Paulo Caruso ( São Paulo, 6 de diciembre de 1949- São Paulo, 4 de marzo de 2023), fue un caricaturista y dibujante brasileño.

## Biografía
Era hermano gemelo de Chico Caruso, también dibujante, padre del cineasta Paulinho Caruso y tío del comediante Fernando Caruso. Trabajó durante muchos años en la revista Isto É, donde firmó la caricatura de la semana con el título Avenida Brasil, siempre publicada en la última página de la revista, que trataba principalmente de aspectos de la política brasileña. Publicó sus caricaturas en la revista Época e hizo ilustraciones en vivo de los entrevistados en el programa Roda Viva, de TV Cultura. También tiene una importante labor con Histórias em Comics y como músico, a través de la banda Conjunto Nacional.

### Muerte
Caruso murió el 4 de marzo de 2023, a los 73 años. Estaba internado en el hospital Nove de Julho, en la capital paulista, desde hacía cerca de un mes, para tratar complicaciones derivadas de un cáncer de colon. La familia pidió que lo extubaran para recibir a sus amigos el sábado por la mañana, pero no pudo resistirse.

## Publicaciones
- Los orígenes del Capitán Flag (1983)
- Ecos de Ipiranga (1984)
- Bar Brasil (con la colaboración del periodista Alex Solnik, 1985)
- Las mil y una noches (1985)
- Bar Brasil en Nova República
- Avenida Brasil - "La Transición por el Camino de las Dudas"
- Avenida Brasil - "La Sucesión está en las Calles"
- Avenida Brasil - "El Tranvía de la Historia"
- Avenida Brasil - "Así Camina la Humanidad"
- Avenida Brasil - "Si Mi Escarabajo Habla"
- Avenida Brasil - "El Circo del Poder"
- Avenida Brasil - "Conjunto Nacional"
- Avenida Brasil - "Si mi Rolls-Royce pudiera hablar"
- Avenida Brasil - "Por fin un país serio"
- São Paulo de Paulo Caruso (2004)
- Dibujo Lejos - la Copa del 94 (2015)